# Conselho Nacional de Governo Provisório
O Conselho Nacional de Governo Provisório (em inglês:  National Provisional Ruling Council; NPRC) foi o governo de facto da Serra Leoa após um golpe de Estado em 30 de abril de 1992. Estava sob a liderança dos militares, inicialmente sob Yahya Kanu e mais tarde Valentine Strasser. Denominações da junta militar, como Conselho Nacional de Defesa Provisória (em inglês:  National Provisional Defense Council, NPDC), também aparecem na literatura. 
A junta militar seria renomeada Conselho Supremo de Estado (em inglês:  Supreme Council of State; SCS) em 14 de julho de 1992 e passou a ser liderada por Strasser e, nos últimos meses, por Julius Maada Bio.
O órgão anunciou a transferência do poder para um governo civil em Janeiro de 1996. Houve então um golpe palaciano de Julius Maada Bio, que acabou por tornar possíveis eleições livres no final de fevereiro do mesmo ano. Estas foram vencidas por Ahmad Tejan Kabbah.  Quase todas as leis e regulamentos que a junta emitiu durante o seu governo foram revogados pouco depois. 